# 밴쿠버섬늑대

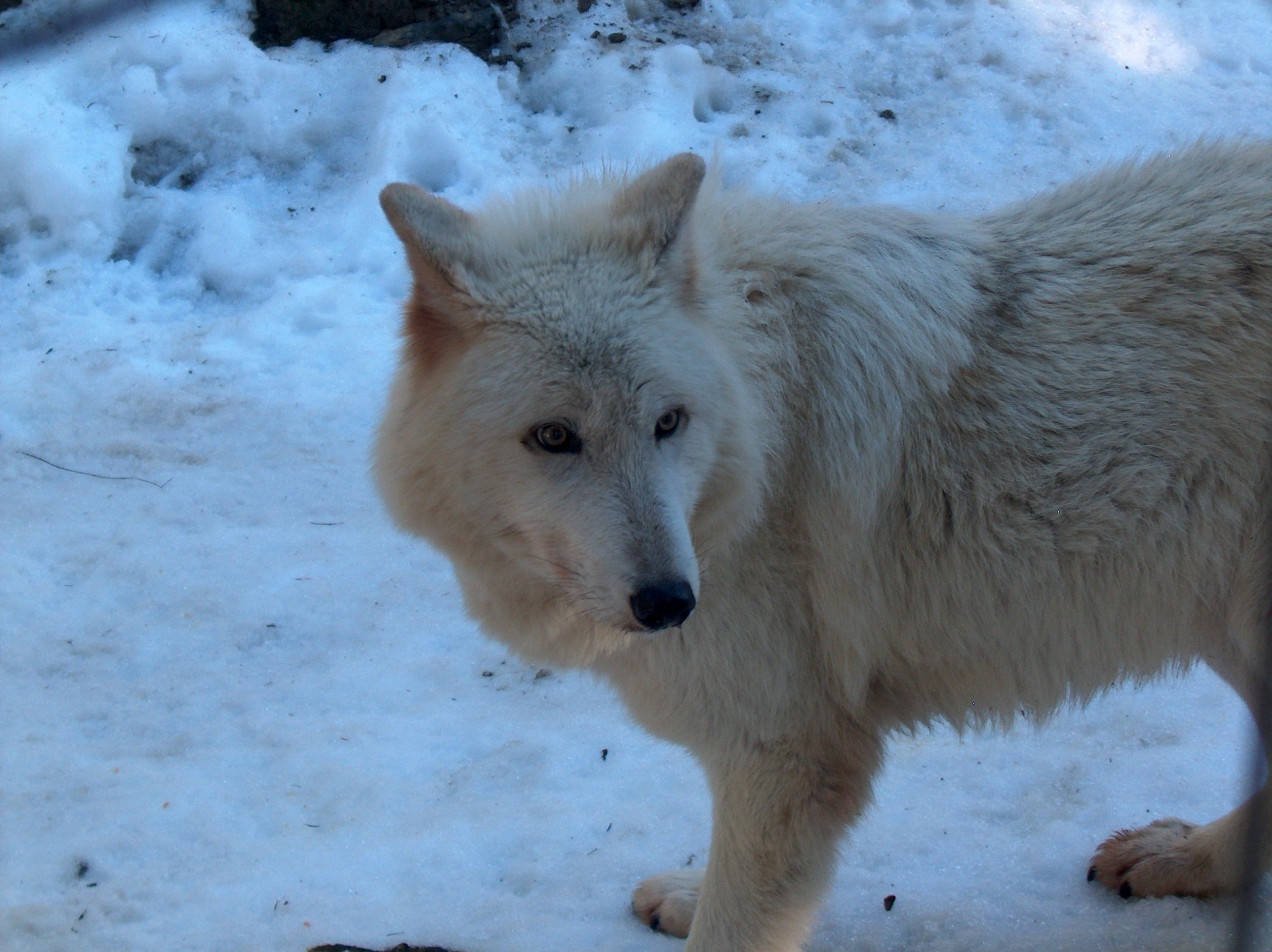
밴쿠버섬 그라우스산의 밴쿠버섬늑대.

밴쿠버섬늑대 (학명 : Canis lupus crassodon, 영어: Vancouver Island wolf)는 늑대의 아종 중 하나로 태평양 북서부 밴쿠버섬에서 서식하고 있다. 이 종은 매우 사회적이며 약 5마리에서 35마리까지의 다양한 무리를 갖추고 있다. 이 종은 멸종위기종으로 매우 수줍어하며 인간의 눈에 거의 띄지 않는다. 퍼시픽림 국립공원 내의 늑대들은 개를 공격하고 죽이는 것으로 알려져 있다. 다른 동물원 또한 밴쿠버섬늑대가 살고 있다.

## 외관
밴쿠버섬늑대는 중간 크기의 늑대로 높이가 약 66-81cm이며 코에서 꼬리까지의 길이가 약 121-152cm이고 무게는 평균 60kg이다. 털 색은 회색, 갈색, 검정이 섞여 있다. 때때로 이 늑대들 중에는 순수한 흰색을 띄는 경우도 있다.

## 먹이
이 늑대는 주로 루즈벨트 엘크(Roosevelt elk)와 검은꼬리사슴(Black-tailed deer)을 먹이로 삼는다.